# Sénégal aux Jeux olympiques d'été de 1976
L'équipe de olympique du Sénégal participe aux Jeux olympiques d'été de 1976 à Montréal. Elle n'y remporte aucune médaille.